# 알렉산더 시디그
알렉산더 시디그(Alexander Siddig, 1965년 11월 21일 ~ )는 잉글랜드의 배우이다.

## 출연 작품
- 버티컬 리미트
- 프라이미벌
- 아틀란티스
- 21 브릿지: 테러 셧다운 - 아디 역